# 천바이천
천바이천(陳白塵, 1908년∼1994년)은 중국의 작가이다.
본명이 천쩡훙(陳增鴻)으로 1908년 3월에 장쑤성(江蘇省) 화이인(淮陰)에서 태어났다. 그는 상하이문화전문학교와 상하이예술대학에서 공부했으며, 1928년에 난궈(南國)예술학원으로 옮겼다. 같은 해에 중편소설 ＜소용돌이(旋渦)＞가 출판되었다. 후에 남국사(南國社)에 참가했다. 1930년에는 일본으로 유학을 떠났다. 귀국한 뒤에는 안후이성 궈양(渦陽)과 장쑤 성 롄수이(漣水), 화이인 등지에서 점원과 직원, 교원 등으로 지냈고, 상하이에서 정쥔리(鄭君里) 등과 함께 희극 단체 모던사를 조직하기도 했다.
1932년에는 반제국주의 대동맹과 중국공산주의청년단에 참가했다가, 같은 해 9월에 화이인에서 체포되었다. 옥중에서 많은 극본과 소설을 써냈는데, 그 가운데 많은 극작품들은 옛날 극을 개편한 것이다. 하지만 작품 속에 새로운 내용을 집어넣었고, 화극의 민족화 측면에서도 유익한 탐색을 한 것으로 평가된다. 1935년에 출옥한 뒤에 희극 창작에 힘을 기울여 ＜스다카이(石達開)의 말로＞, ＜태평천국＞ 등의 역사극을 창작했다. 항일 전쟁이 발발한 후에 상하이의 영화인 극단을 조직해 쓰촨(四川)으로 가서 항일 운동을 선전하는 데 앞장섰다. 동시에 국립희극전문학교와 쓰촨성립희극음악실험학교에서 교원을 역임하는 동시에 중화극예사 조직에 참가하기도 했다. 아울러 쓰촨 각지에서 항전 연극 활동에 종사했다.
1943년에는 중화전국문예계항적협회 청두(成都) 분회에 참여하면서 화시르바오(華西日報)와 화시완바오(華西晩報) 등의 부간(副刊) 편집을 맡기도 했다. 아울러 중양(中央)대학 교수를 지내기도 했다. 계속해서 ＜마굴(魔窟)＞과 ＜결혼행진곡＞, ＜승관도＞, ＜세한도＞ 등의 작품을 써내어 어두운 당대 현실에 대한 증오의 감정을 표출했고, 풍자 예술에 관한 작가적 재능을 유감없이 발휘했다. 1947년 여름에는 쿤룬(昆倫)영화공사 각색 연출 위원을 지냈다.
1949년 신중국 수립 이후 천바이천은 상하이희극영화공작자협회 주석과 중국작가협회 비서장, 서기처 서기, 인민문학 부주편, 중국희극가협회 부주석, 장쑤성 문련 명예주석, 난징(南京)대학 중문과 교수 등을 역임했다. 1954년에는 창작 영화 극본 ＜송경시(宋景詩)＞를 창작했고, 1979년에는 역사극 ＜대풍가(大風歌)＞를 창작했으며 1981년에는 루쉰의 소설 ＜아큐정전＞을 화극 극본과 영화 극본으로 개편하기도 했다. 1994년 5월 28일 세상을 떠났다.

## 작품 목록
- 승관도